# Walor turystyczny
Walory turystyczne – element środowiska przyrodniczego lub kulturowego, który stanowi lub może stanowić cel ruchu turystycznego. Jest to zarówno główny cel, w sposób zasadniczy przyczyniający się do ukierunkowania przyjazdu, jak i cel poboczny, uwzględniany z okazji przyjazdu bądź pobytu w danym regionie czy miejscowości.
To zespół elementów środowiska naturalnego oraz elementów poza przyrodniczych, które wspólnie lub każde z osobna są przedmiotem zainteresowań turysty. Jest to suma składników, stworzonych przez naturę, ukształtowanych przez historię i tworzonych przez współczesność.
Warszyńska i Jackowski
Bar i Doliński w zależności od charakteru atrakcji wyróżniają walory:
- wypoczynkowe (tereny o atrakcyjnym środowisku przyrodniczym, urozmaiconym ukształtowaniu powierzchni)
- osobliwości przyrodnicze oraz elementy kultury materialnej i duchowej.
- specjalistyczne: obszary umożliwiające uprawianie: wędkarstwa, myślistwa, jeździectwa, kajakarstwa

Lijewski, Mikułowski i Wyrzykowski według głównych motywów ruchu turystycznego wyróżniają walory:
- wypoczynkowe, służące regeneracji sił fizycznych i psychicznych, obszary wolne od zanieczyszczeń o czystym powietrzu, niskiej urbanizacji, dobrym klimacie; teren ten może też posiadać warunki do czynnego wypoczynku, a także walory lecznicze,
- krajoznawcze, będące przedmiotem zainteresowań poznawczych:
  - walory naturalne (przyrodnicze), ukształtowane bez ingerencji człowieka,
  - walory antropogeniczne: dobra kultury, zabytki architektury, budownictwa, muzea, imprezy kulturalne.

Walory turystyczne można również podzielić ze względu na punkt położenia:
- punktowe (np. dany obiekt, miasto),
- powierzchniowo (np. obszar parków narodowych),
- liniowo (np. trasa szlaków turystycznych).

## Walory krajoznawcze
Walory krajoznawcze są przedmiotem zainteresowań poznawczych turysty. Obejmują one elementy kultury materialnej i duchowej (zabytki, folklor, obiekty kultury narodowej) oraz osobliwości przyrody (parki zabytkowe, jaskinie, źródła, wodospady, ogrody botaniczne i zoologiczne).
Walory krajoznawcze dzielą się na:
1. Walory przyrodnicze:
  1. Ukształtowane bez ingerencji człowieka to: osobliwości flory i fauny, skałki i grupy skalne, wąwozy, doliny i przełomy rzeczne, wodospady, źródła, wywierzyska, jaskinie i inne obiekty geologiczne.
  2. Utworzone przez człowieka: parki zabytkowe, muzea i zbiory przyrodnicze, ogrody botaniczne i zoologiczne.
  3. W których ingerencja człowieka miała miejsce, jednak nie wpłynęła na zasadniczy charakter i znaczenie samego waloru: punkty widokowe, parki narodowe, parki krajobrazowe.
2. Walory kulturowe (antropogeniczne): to muzea i rezerwaty archeologiczne, zabytki architektury i budownictwa, obiekty unikatowe i muzea specjalistyczne, obiekty historyczno-wojskowe, miejsca i muzea martyrologii, współczesne imprezy kulturowe, miejsca pielgrzymkowe.

Podział walorów według kryterium udziału człowieka w ich tworzeniu dotyczy obecnie nie tylko walorów krajoznawczych. Stosowany jest podział na:
- walory kulturowe, całkowicie wytworzone przez człowieka i przez niego kontrolowane, takie jak budynki i budowle, muzea, teatry i inne instytucje kulturalne, centra rozrywki, ośrodki handlowe, zwyczaje i obyczaje,
- walory przyrodnicze, powstałe bez udziału człowieka, bądź w pewnym stopniu przez niego wytworzone, lecz nie kontrolowane, bądź kontrolowane w niewielkim stopniu, takie jak klimat, krajobraz, rzeźba terenu, szata roślinna i elementy fauny (w pewnym stopniu także parki, ogrody, uprawy), cieki i zbiorniki wodne.

Wyżej przedstawiony podział nabiera wagi, ze względu na rozwój ekoturystyki i turystyki ekologicznej oraz toczącą się dyskusję o ich wpływie na środowisko.